# Jennifer Clement

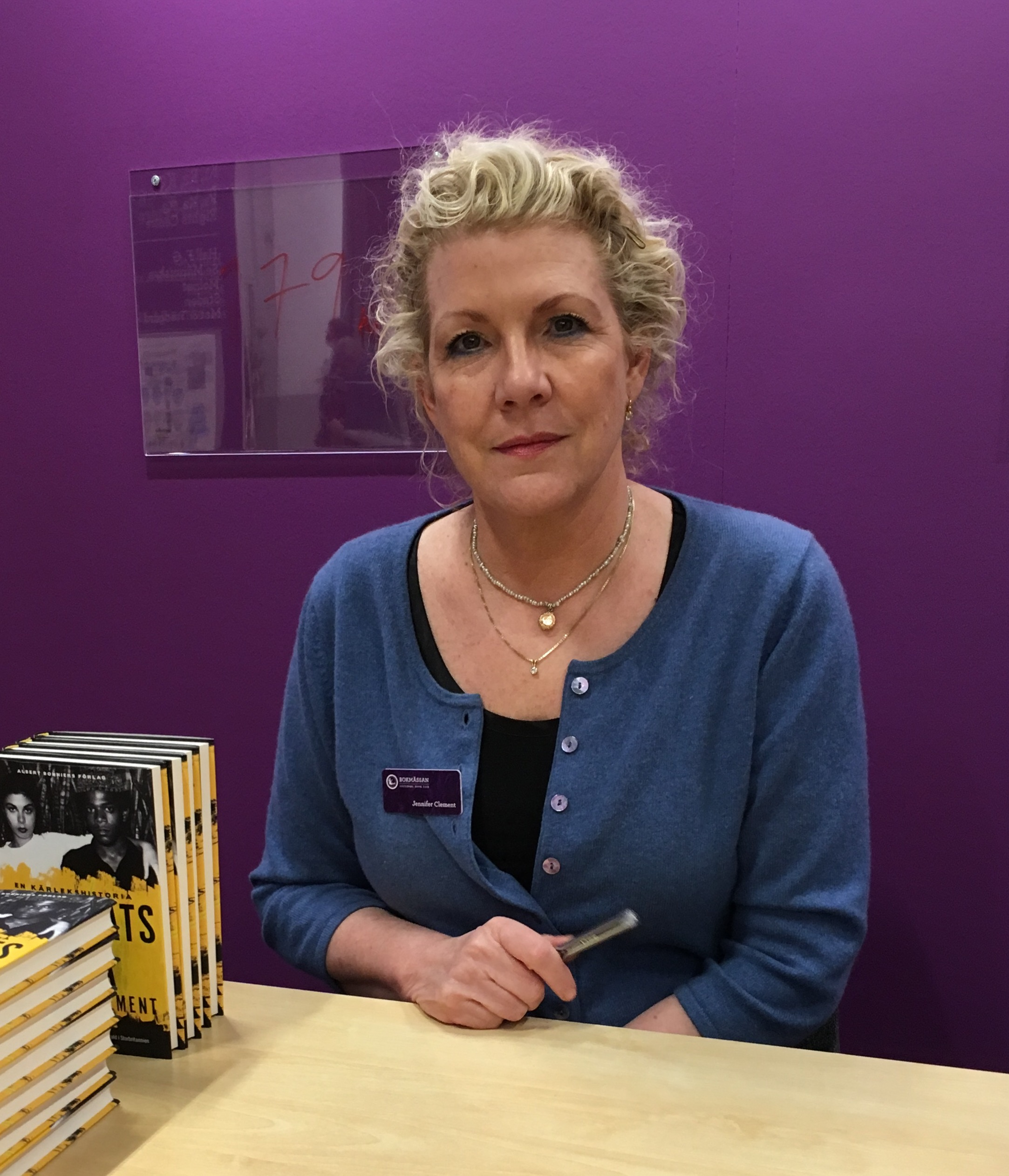
Jennifer Clement im September 2016 in Göteborg

Jennifer Clement (geboren 1960 in Greenwich (Connecticut)) ist eine
US-amerikanische Autorin. Sie lebt und arbeitet in Mexiko.

## Leben
Jennifer Clements Eltern zogen 1961 nach Mexiko-Stadt, wo sie aufwuchs. Sie studierte Literaturwissenschaften und Anthropologie an der New York University und französische Literatur in Paris und erhielt einer Master of Arts an der University of Southern Maine. Sie hat zwei Kinder.
Bekannt wurde Clement mit dem literarischen Porträt Widow Basquiat, das auf Gesprächen mit Suzanne Mallouk und ihren Texten beruht, Mallouk war die Geliebte des Künstlers Jean-Michel Basquiat, der 1988 an seiner Drogensucht starb.
Neben den Romanen A True Story Based on Lies und The Poison that Fascinates  publizierte sie mehrere Lyrikbände: The Next Stranger (mit einer Einleitung von W. S. Merwin), Newton’s Sailor, Lady of the Broom, sowie einen Auswahlband.
Clements Texte erschienen in The Times, Poetry London, The Nation, The American Poetry Review und National Geographic und wurden in Anthologien aufgenommen.
Für ihren Roman Prayers for the Stolen über den von Drogenkartellen organisierten Menschenhandel recherchierte sie im mexikanischen Bundesstaat Guerrero.
Seit dem Jahr 2000 ist Clement Mitglied des mexikanischen Sistema Nacional de Creadores de Arte. Von 2009 bis 2012 war sie gewählte Präsidentin des mexikanischen P.E.N. Am 15. Oktober 2015 wurde sie als erste Frau Präsidentin des internationalen PEN-Clubs.

## Preise und Auszeichnungen
- 2001: The Canongate Prize for New Writing
- 2001: Finalistin beim Orange Prize for Fiction mit A True Story Based on Lies.
- 2004: Aufenthaltsstipendium für Berlin durch das Goethe-Institut und das Literarische Colloquium Berlin.
- 2007: Fellowship der MacDowell Colony in New Hampshire, USA.
- 2012: Fellowship in Fiction des National Endowment for the Arts.

## Werke (Auswahl)
- Widow Basquiat. Edinburgh: Payback Press, 2000. Revidierte Ausgabe 2014.
- A True Story Based on Lies. Edinburgh: Canongate, 2001
- Lady of the Broom - la dama de la escoba. Zweisprachig. Übersetzung ins Spanische von  Guillermo Sánchez Arreolo und Sylvia Macduff. Mexico, D.F.: Editorial Aldus, 2002
- The Poison that Fascinates. Edinburgh: Canongate, 2008
- New and Selected Poems. Bristol: Shearsman, 2008
- Prayers for the Stolen : a novel. New York: Hogarth Press, 2014
  - Gebete für die Vermissten : Roman.[3] Übers. Nicolai von Schweder-Schreiner. Berlin: Suhrkamp, 2014, ISBN 978-3-518-42452-0.[4]
- Gun Love, New York/London: Hogarth, 2018
  - Gun Love, Übers. Nicolai von Schweder-Schreiner. Berlin: Suhrkamp 2018, ISBN 978-3-518-42832-0, Online-Ausgabe: ISBN 978-3-518-75893-9